# Riserva naturale Bassa dei Frassini - Balanzetta
La riserva naturale Bassa dei Frassini - Balanzetta è un'area naturale protetta statale dell'Emilia-Romagna istituita nel 1971.
Occupa una superficie di 222,00 ha nella provincia di Ferrara.